# 단 판후젠

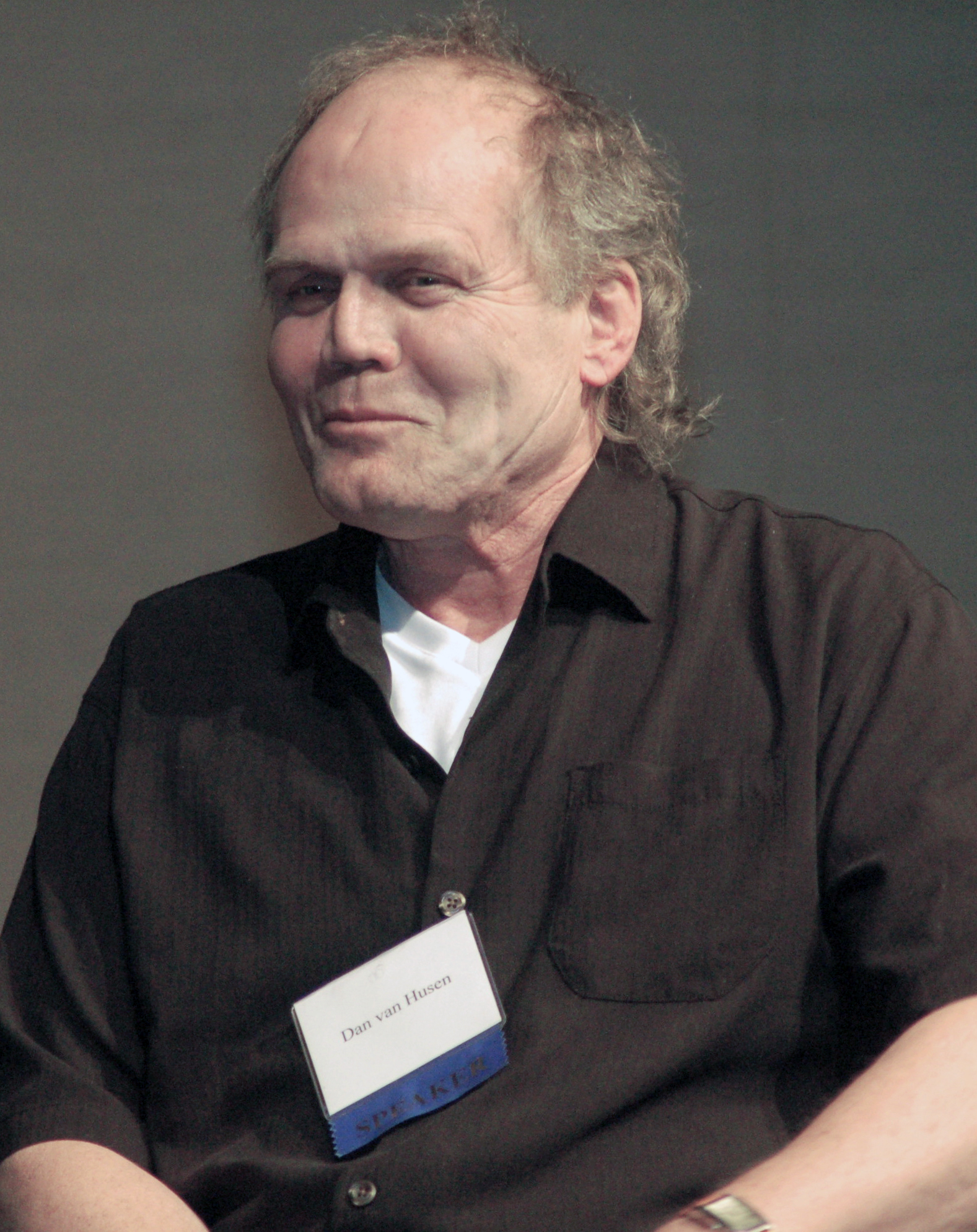

단 판후젠(독일어: Dan van Husen, 1945년 4월 30일 ~ 2020년 5월 31일)은 독일의 배우이다.
영국 일민스터에서 코로나19 확진을 받았으며, 합병증으로 사망하였다.

## 영화
- 더 프라이스 오브 데스 (2017년) - 볼프강 역
- 비욘드 퓨리 (2017년)
- 브림스톤 (2016년)
- 좀비아포칼립스:파이널 (2015년)
- 톰 소여 앤 허클베리 핀 (2013년)
- 전시의 겨울 (2008년)
- 체인 리액션 (2006년)
- 라이프 인 더 링 (2005년)
- 저주받은 숲 (2005년) - 미친 노인 역
- 쓰나미(독일어판) (2005년)
- 콜드 앤 다크 (2005년)
- 하트의 전쟁 (2002년)
- 밴드 오브 브라더스 (2001년)
- 에너미 앳 더 게이트 (2001년) - 행정관 역
- 클라운(독일어판) (1998년)
- 갓챠 (1985, Gotcha!)
- 지옥의 특전대 2 (1985년)
- 바다의 늑대들 (1980년)
- 노스페라투 (1979년)
- 사라진 여인 (1979년)
- 지옥의 사자들 (1979년)
- 몬타나의 황금요새 (1976년)
- 살롱 키티 (1976년)
- 알래스카의 검은 늑대 (1972년)
- 캣로우 (1971년)